# Туровський Михайло Саулович
Михайло Саулович Туровський (нар. 8 травня 1933, Київ) — живописець, графік та письменник українського єврейського походження. Брат скульптора Анатолія Туровського, батько живописця та композитора Романа Туровського.

## Біографія
Вчився в Державній художній середній школі імені Тараса Шевченка, в Київському художньому інституті й творчих майстернях Академії Мистецтв (у М. Дерегуса). Книжкова графіка, серед ін. у 1966 — 69 pp. ілюстрації до творів В. Стефаника, І. Франка та ін.